# Oren Peli
Oren Peli (født 1970) er en Israelsk-født filminstruktør og manuskriptforfatter. Han skrev og instruerede succesfilmen Paranormal Activity. I 2015 udkom science fiction-gyseren Area 51.
Før hans filmkarriere var han videospil-designer.

## Filmografi
- Paranormal Activity (2007) (manuskript, instruktion)
- Area 51 (2010) (manuskript, instruktion)